# Джанкоджі Рао I Скіндія
Джанкоджі Рао I Скіндія (1745 — 15 січня 1761) — магараджа Гваліора.

## Життєпис
Був молодшим сином магараджі Джаяппаджі Рао, після смерті якого зайняв престол. Оскільки на той момент йому було лише 10 років, регентом при ньому став його дядько Даттаджі Рао Скіндія.
Брав участь у Паніпатській битві у січні 1761 року, під час якої й загинув через зраду.
Упродовж двох років по його смерті Скіндії не могли обрати нового правителя. Зрештою, 1763 року, пешва призначив нового магараджу — Кедарджі Рао.